# Reet Petite
 (février 2021).
Si vous disposez d'ouvrages ou d'articles de référence ou si vous connaissez des sites web de qualité traitant du thème abordé ici, merci de compléter l'article en donnant les références utiles à sa vérifiabilité et en les liant à la section « Notes et références ».
Singles de Jackie Wilson
To Be Loved
(1958)
Reet Petite (« Petite » prononcé à la française) est le premier single du chanteur américain Jackie Wilson.

## Présentation
La chanson est en fait, à l'origine, sous-titrée The Finest Girl You Ever Wanna Meet.
Écrite par Berry Gordy et produite par Dick Jacobs, il s'agit de sa première chanson solo (après avoir quitté le groupe de Billy Ward & the Dominoes).
Par la suite, la chanson connaît un grand succès international, elle a culminé à la 62e place sur le Billboard Hot 100 en septembre 1957 et a atteint la 6e place sur le classement des singles au Royaume-Uni. Avec le succès de celle-ci, et des prochaines chansons de Wilson comme Lonely Teardrops et That's Why I Love You So, toutes écrites par Berry Gordy, ce dernier a pu financer le lancement de son fameux label Motown Records en 1959.
La chanson est rééditée en 1986 (renommée en Reet Petite (The Sweetest Girl in Town)) à la suite de la projection d'une vidéo d'animation sur la BBC Two, série documentaire Arena. La vidéo a été réalisée par Giblets, un studio d'animation basé à Londres.

## Liste des titres
Réalisation originale (en 1957)
| No | Titre                                               | Durée |
| -- | --------------------------------------------------- | ----- |
| 1. | Reet Petite (The Finest Girl You Ever Want to Meet) | 2:40  |
| 2. | By the Light of the Silvery Moon                    | 2:17  |

Remasterisation en 1986
| No | Titre                                   | Durée |
| -- | --------------------------------------- | ----- |
| 1. | Reet Petite (The Sweetest Girl in Town) | 2:40  |
| 2. | You Brought about A Change In Me        | 2:46  |
| 3. | I'm the One to Do It                    | 2:34  |